# Estadio Olímpico Atatürk
El Estadio Olímpico Atatürk (en turco: Atatürk Olimpiyat Stadı) es un estadio de Estambul (Turquía). Situado en el distrito occidental de İkitelli, es el estadio con mayor capacidad del país y está dedicado a Mustafa Kemal Atatürk, el fundador y primer presidente de la República de Turquía. Su construcción empezó en 1999 y se completó en 2002. Originalmente fue construido para la fallida candidatura de Estambul para celebrar los Juegos Olímpicos de 2008, que finalmente fueron otorgados a Pekín (China). 
Diseñado por los mismos arquitectos del World Trade Center 7, fue inaugurado el 31 de julio de 2002, el coste de su construcción fue de unos 140 millones de dólares estadounidenses.
Con su capacidad para 76 761 espectadores, todos ellos sentados, y su tamaño olímpico, en 2004 la UEFA le concedió el título de estadio de cinco estrellas, lo que le permitiría albergar las finales de las competiciones de la UEFA. El 25 de mayo de 2005 se disputó en el Estadio Olímpico Atatürk la final de la Champions League de 2005, entre el Milan y el Liverpool. El estadio también está certificado por World Athletics y el Comité Olímpico Internacional como estadio de primera clase para atletismo de pista y campo, y ha albergado varias competiciones europeas de atletismo. Originalmente estaba previsto que el estadio acogiera su segunda final de la Champions League el 30 de mayo de 2020, entre el Paris Saint-Germain y el Bayern de Múnich, pero debido a la pandemia de COVID-19 el partido fue pospuesto y finalmente se disputó en agosto en el Estádio da Luz de Lisboa (Portugal). Entonces se decidió que el estadio albergaría en su lugar la final de 2021 entre el Manchester City y el Chelsea, pero de nuevo el partido fue trasladado a Portugal, esta vez al Estadio do Dragão de Oporto. El 10 de junio de 2023 en el estadio, se disputó la final de la Champions League de 2023, entre el Manchester Cityy el Inter de Milán.
El equipo de fútbol İstanbul Başakşehir de la Superliga de Turquía disputó sus partidos como local en el estadio hasta que en 2014 se trasladó al Başakşehir Arena. El Galatasaray jugó en el Estadio Olímpico Atatürk durante la temporada 2003–2004 debido a que su estadio, el Ali Sami Yen, estaba siendo renovado. El Galatasaray volvió al Ali Sami Yen para la temporada 2004–2005, pero disputó en el Estadio Olímpico Atatürk los partidos de la fase de grupos de la Champions League de 2006-2007. El Sivasspor también jugó algunos partidos de la Superliga de Turquía en este estadio debido a las malas condiciones atmosféricas de su estadio habitual. El Beşiktaş usó el estadio en la temporada 2013–2014 para jugar la mayoría de sus partidos como local, mientras estaba en construcción su estadio, el Vodafone Park.

## Diseño y construcción

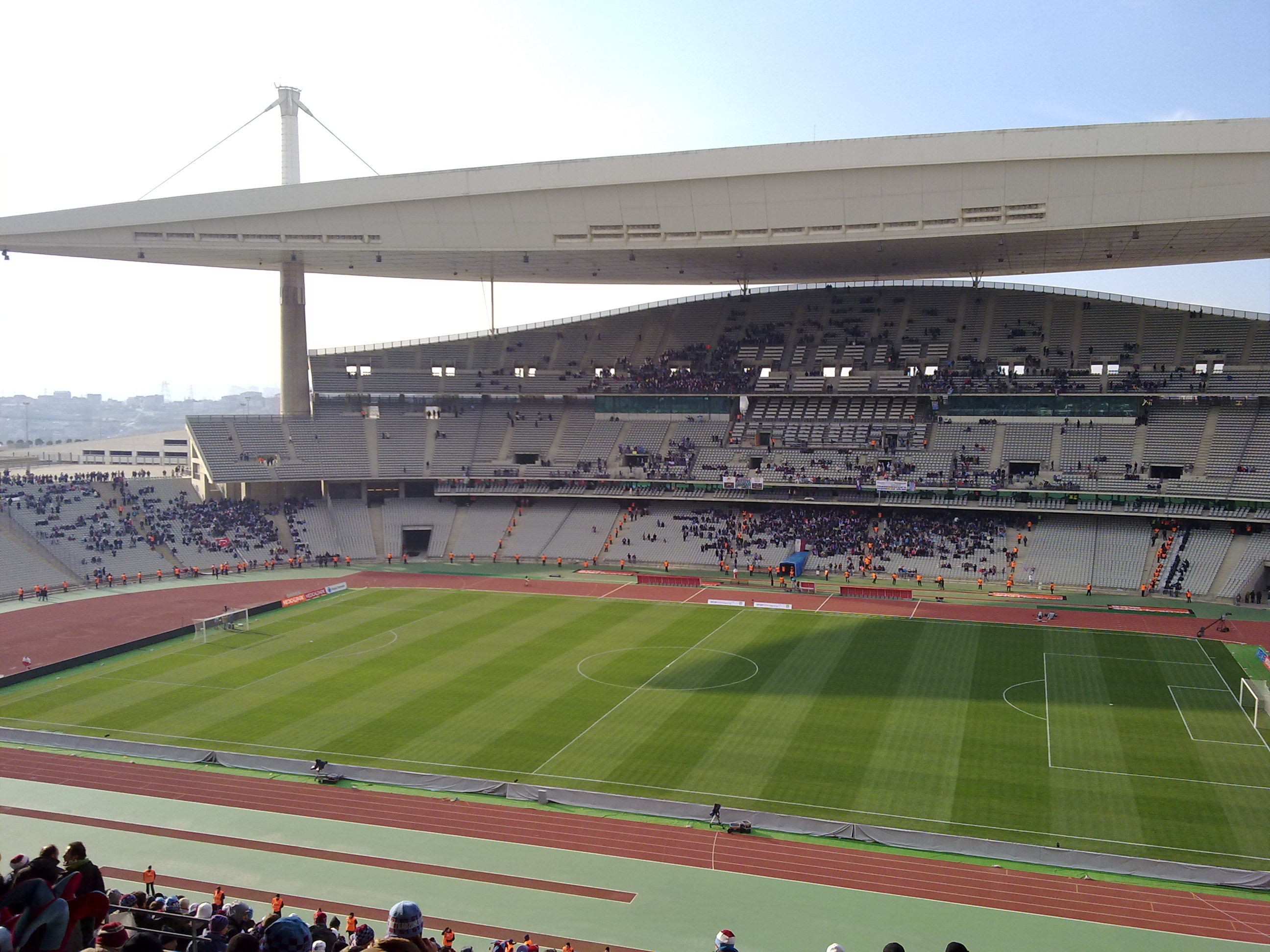
El Estadio Olímpico Atatürk.

El Estadio Olímpico Atatürk fue concebido originalmente para la candidatura de la ciudad para celebrar los Juegos Olímpicos de 2008. Las dos cubiertas de acero del estadio (que pesan 2800 y 1300 toneladas) fueron producidas en la fábrica de estructuras de acero de Tekfen en Ceyhan, Adana. La cubierta oeste, que tiene forma de media luna y consta de una viga principal de 1000 toneladas, está sostenida por dos pilares de hormigón armado con un vano de 196 metros.
Con sus 134 entradas y sus 148 puertas de salida, el estadio permite que ochenta mil espectadores lo evacúen en siete minutos y medio en caso de emergencia. También tiene dos campos anexos para calentamiento o entrenamiento, que están conectados directamente al estadio mediante un túnel.
La infraestructura técnica y el diseño del Estadio Olímpico aseguran una visibilidad óptima desde todos los asientos, un nivel homogéneo de sonido (102 decibelios) con modernos sistemas de altavoces y una iluminación de 1400 lux que cubre todas las zonas del estadio. Bajo la cubierta oeste hay un centro comercial de 42 200 m² de superficie, con una fachada frontal de 450 metros de longitud y un total de seis plantas, tres de ellas por debajo del nivel del suelo.

## Renovación

### Final de la Champions League de 2005
La final de la Champions League de 2005 fue el último partido de la Champions League de 2004–2005, la competición de clubes de fútbol más prestigiosa de Europa. El encuentro (apodado «el milagro de Estambul») fue disputado entre el Liverpool F. C. de Inglaterra y el A. C. Milan de Italia en el Estadio Olímpico Atatürk el 25 de mayo de 2005. Desde 2002 hasta 2005 el estadio tenía capacidad para 80 597 espectadores, todos ellos sentados, que posteriormente se redujo a 76 092 eliminando aquellos asientos desde donde no era posible ver todo el campo, antes de la final de la Champions League de 2005.

### Candidatura a la Eurocopa de 2016
El estadio formaba parte de la candidatura de Turquía para celebrar la Eurocopa de 2016. Para satisfacer todos los requisitos de la UEFA y que así fuera capaz de acoger esta competición, las autoridades planearon llevar a cabo importantes obras de reconstrucción del estadio. Se propuso aumentar la capacidad del estadio a más de 90 000 espectadores y convertirlo en el estadio más grande del mundo con todos los asientos cubiertos. Para aumentar la capacidad neta y bruta a 81 106 y 94 555, respectivamente, el terreno de juego se habría bajado en 2.15 metros. Para proporcionar mayor comodidad para los invitados VIP y los medios de comunicación, todas las zonas de hostelería existentes en los niveles 3 y 4 habrían sido ampliadas. Además, se propuso añadir doce nuevos palcos en la grada oeste y treinta y dos en la grada este, que se habrían sumado a los treinta y seis palcos actuales proporcionando un total de ochenta palcos tras la remodelación.

### Segunda final de la Champions League
Estaba previsto que la final de la Champions League de 2020 se disputara en el estadio el 30 de mayo de 2020. Sin embargo, fue pospuesta debido a la pandemia de COVID-19 y posteriormente trasladada al Estádio da Luz de Lisboa. Estaba previsto que el estadio albergara la final de la siguiente temporada, pero esta también fue trasladada por la UEFA debido a la pandemia de COVID-19 en Turquía. El 16 de julio de 2021 la UEFA anunció que estaba previsto que el estadio albergara la final de la Champions League de 2023.

### Candidatura a la Eurocopa de 2024
Para la candidatura de Turquía a la Eurocopa de 2024, la Federación Turca de Fútbol planeó reconstruir el estadio con las gradas más cerca del campo, transformándolo en un estadio de fútbol. Debido a la retirada de la pista de atletismo, esto probablemente habría acabado con las perspectivas de Estambul de acoger unos futuros juegos olímpicos. La reconstrucción fue diseñada por el estudio de arquitectura británico AFL Architects. Finalmente, la Eurocopa de 2024 fue concedida a Alemania.

## Conciertos

### U2 360° Tour
El 6 de septiembre de 2010, la banda irlandesa de rock U2 dio un concierto en el estadio que atrajo a 54 278 aficionados, como parte de su U2 360° Tour, cuya actuación de apertura fue realizada por el grupo Snow Patrol.

## Récords
| Posición | Asistencia | Fecha                    | Partido                                   |
| -------- | ---------- | ------------------------ | ----------------------------------------- |
| 1        | 79 414     | 31 de julio de 2002      | Galatasaray SK – Olympiacos CFP           |
| 2        | 77 512     | 22 de septiembre de 2013 | Beşiktaş JK – Galatasaray SK              |
| 3        | 71 334     | 21 de septiembre de 2003 | Galatasaray SK – Fenerbahçe SK            |
| 4        | 71 230     | 12 de septiembre de 2006 | Galatasaray SK – FC Girondins de Bordeaux |
| 5        | 69 000     | 25 de mayo de 2005       | A.C. Milan – Liverpool F.C.               |
| 6        | 66 300     | 13 de agosto de 2003     | Galatasaray SK – PFC CSKA                 |
| 7        | 65 110     | 19 de marzo de 2015      | Beşiktaş JK – Club Brugge KV              |
| 8        | 63 324     | 26 de febrero de 2015    | Beşiktaş JK – Liverpool F.C.              |
| 9        | 62 620     | 9 de agosto de 2003      | Galatasaray SK – Diyarbakırspor           |
| 10       | 60 747     | 29 de agosto de 2013     | Beşiktaş J.K. – Tromsø IL                 |

| Predecesor: Stade de France París 2022 | Final de la Liga de Campeones de la UEFA Estambul 2023 | Sucesor: Wembley Stadium Londres 2024 |